# Omicidio di Anna Politkovskaja

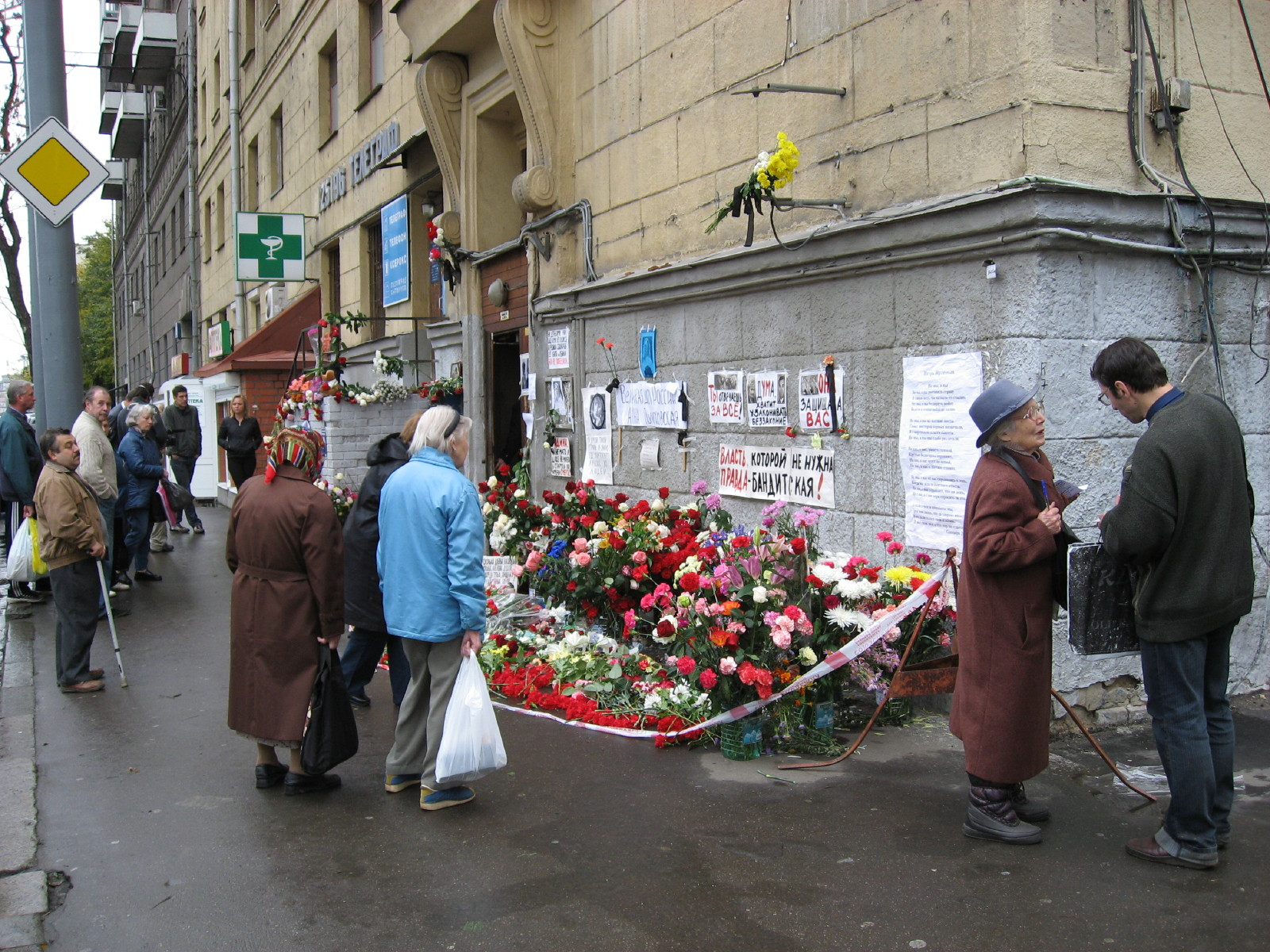
Omaggio di cittadini russi sul luogo del delitto di Anna Politkovskaja

L'assassinio di Anna Politkovskaja avvenne il 7 ottobre 2006 nell'ascensore del suo palazzo a Mosca. La polizia rinviene una pistola Makarov PM e quattro bossoli accanto al cadavere. Uno dei proiettili ha colpito la giornalista alla testa. La prima pista seguita è quella dell'omicidio premeditato ed operato da un killer a contratto. Il mandante è ancora oggi sconosciuto.
L'8 ottobre, la polizia russa sequestra il computer della Politkovskaja e tutto il materiale dell'inchiesta che la giornalista stava compiendo. Il 9 ottobre, l'editore della Novaja Gazeta Dmitrij Muratov afferma che la Politkovskaja stava per pubblicare, proprio il giorno in cui è stata uccisa, un lungo articolo sulle torture commesse dalle forze di sicurezza cecene legate al Primo Ministro Ramsan Kadyrov (chiamate spregiativamente kadiroviti). Muratov aggiunge che mancano anche due fotografie all'appello. Gli appunti non ancora sequestrati vengono pubblicati il 9 ottobre stesso, sulla Novaja Gazeta.
I funerali si svolgono il 10 ottobre presso il cimitero Troekurovskij di Mosca. Più di mille persone - fra cui i colleghi e semplici ammiratori della giornalista - partecipano alla cerimonia funebre.
Tra i partecipanti alle esequie c'è anche il leader politico radicale Marco Pannella, amico personale di Anna Politkovskaja, nonché unico politico italiano a prendere parte.
Nessun rappresentante del governo russo però vi partecipa.

## Le reazioni all'omicidio

### In Russia
Vitalij Jaroševskij, vice-direttore della Novaja Gazeta, ha dichiarato subito dopo l'omicidio:
Jaroševskij ha poi aggiunto che potrebbe non essere facile stabilire il mandante del delitto, notando che l'omicidio della Politkovskaja potrebbe perfino essere stato ordinato da un nemico di Ramsan Kadyrov, con l'intenzione di far ricadere su di lui i sospetti. Una settimana prima della sua morte, la Politkovskaja ha infatti rilasciato una intervista a Radio Free Europe/Radio Liberty in cui accusa Kadyrov di essere coinvolto personalmente in un caso di tortura, definendolo "lo Stalin dei nostri giorni". Gli investigatori hanno inoltre dichiarato di vagliare anche una possibile "pista cecena".
Il miliardario russo Aleksandr Lebedev, deputato alla Duma e proprietario del 90% della Novaja Gazeta, ha annunciato una ricompensa di 25 milioni di rubli (poco meno di 720.000 euro) per chiunque avesse potuto dare informazioni sui responsabili della morte di Anna Politkovskaja.
La Federazione dei Giornalisti russi ha duramente commentato in un comunicato la morte della giornalista:

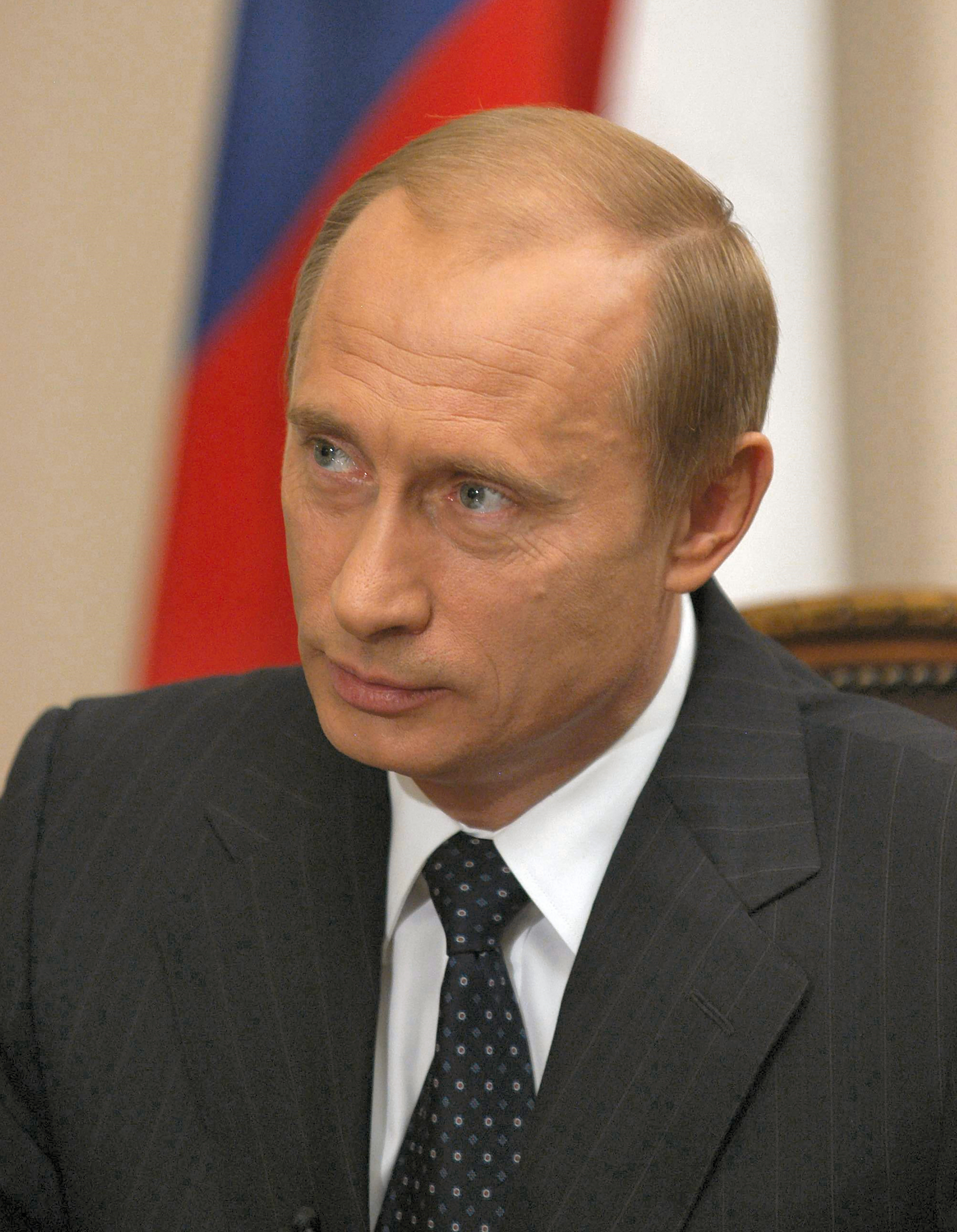
Vladimir Putin, la cui condotta fu oggetto di dure critiche giornalistiche da parte della Politovskaja

Il giornalista Aleksandr Majorov ricorda che:
Lo scienziato politico Stanislav Belkovskij, pur affermando che "ovviamente non c'è alcuna connessione" fra il Cremlino e "la tragica morte" della Politkovskaja, critica fortemente "la corruzione e l'incompetenza imperante".
Un altro scienziato politico, Kirill Frolov, considera l'assassinio della giornalista come "una dichiarazione di guerra" al Governo e alla Russia stessa "da parte di coloro che non concordano con l'intenzione del Presidente Putin di far rivivere lo Stato-nazione russo". Frolov compie anche un parallelo con il giornalista ucraino Georgij Gongadze, il cui rapimento e assassinio causò nel 2000 forti proteste contro l'allora Presidente ucraino Leonid Kučma. Frolov teme dunque che l'omicidio possa essere strumentalizzato per ottenere una "rivoluzione di velluto" simile a quelle avvenute fra il 2004 e il 2005 in Ucraina, Georgia e Kirghizistan.
L'editorialista della Delovaja Gazeta Oleg Kašin condanna apertamente i nazionalisti che hanno festeggiato la notizia della morte della giornalista, affermando che "solo degli animali" possono gioire di una notizia del genere, ma anche i liberali che hanno sfruttato la notizia per condannare "il sanguinario regime che elimina fisicamente i suoi oppositori".
Riguardo all'omicidio, Kašin afferma che la Politkovskaja "non era la più importante rappresentante dell'Unione dei Giornalisti russi", che "il giornalismo nella Russia di oggi non è in grado di influenzare minimamente la situazione del Paese" e che pertanto "non esiste alcuna verità così terribile da condannare a morte un giornalista". Kašin conclude che l'unico obbiettivo degli assassini era quello di "scioccare la società e destabilizzare il Paese" e che la speranza è che "vengano individuati presto i killer di Anna Politkovskaja".
L'ex-Presidente Michail Gorbačëv, che detiene anche una piccola quantità di azioni della Novaja Gazeta, ha dichiarato all'agenzia russa Interfax:

### La reazione del Governo russo
La prima dichiarazione ufficiale del presidente Vladimir Putin arriva solo il 10 ottobre, quando si trova in visita a Dresda (Germania). In una telefonata con il Presidente degli Stati Uniti George W. Bush, Putin promette una "indagine approfondita" ed aggiunge:
Nelle parole di Putin, la Politikovskaja "era una critica severa delle autorità in Russia". Ad ogni modo, considera l'importanza datale sovrastimata:
Putin conclude così:
Due ore dopo, Putin torna sull'argomento:
I giornalisti e attivisti russi si scagliano contro le tardive dichiarazioni di Putin e contro la sua decisione di rompere il suo silenzio solo dopo due giorni, tra l'altro con una conversazione a telefono con il Presidente Bush. Oleg Panfilov, il direttore del Center for Extreme Journalism, una ONG che vigila sulla libertà di stampa, ha affermato:
La direttrice del "Gruppo di Helsinki" a Mosca, Ljudmila Alekseeva, afferma che la lentezza nella risposta di Putin è un tradimento del suo ruolo di Capo di Stato:
Sempre la Alekseeva ricorda poi così la sua collega:

### In Cecenia
Akhmed Zakayev, Ministro degli Esteri della Repubblica Cecena di Ichkeria (ovvero, i separatisti ceceni), ha espresso "sdegno" per l'omicidio e ha chiesto alla comunità mondiale:
In una intervista all'agenzia russa Itar-Tass, Il Presidente ceceno Alu Alchanov ha espresso disgusto per l'omicidio della Politkovskaja, affermando che i responsabili dovranno subire "la punizione più severa possibile". Alchanov ha inoltre espresso le sue condoglianze ai colleghi della giornalista ed aggiunto:
Il Primo Ministro ceceno Ramsan Kadyrov commenta così la morte della giornalista russa:
Kadyrov approfitta anche per smentire le indiscrezioni su una presunta "pista cecena" per l'omicidio Politkovskaja:

### All'estero
Abi Wright, portavoce del Comitato per la Protezione dei Giornalisti, ha così ricordato la giornalista:
Aidan White della Federazione Internazionale dei Giornalisti così descrive la Politkovskaja:
Amnesty International si è dichiarata "sgomenta" per l'omicidio. Nicola Duckworth, Direttore del Programma Europa ed Asia Centrale, ha così commentato l'omicidio:
Jiří Gruša, Presidente del PEN International, ha commentato:
Marco Pannella, europarlamentare della Lista Emma Bonino, dichiara a margine del funerale della Politkovskaja (dove è l'unico esponente politico ad aver presenziato):
Il filosofo francese André Glucksmann, dalle pagine del Corriere della Sera, traccia il 3 dicembre un elogio funebre dell'amica giornalista:
Glucksmann non risparmia comunque feroci critiche a Vladimir Putin e agli altri leader europei come Jacques Chirac e Gerhard Schröder:

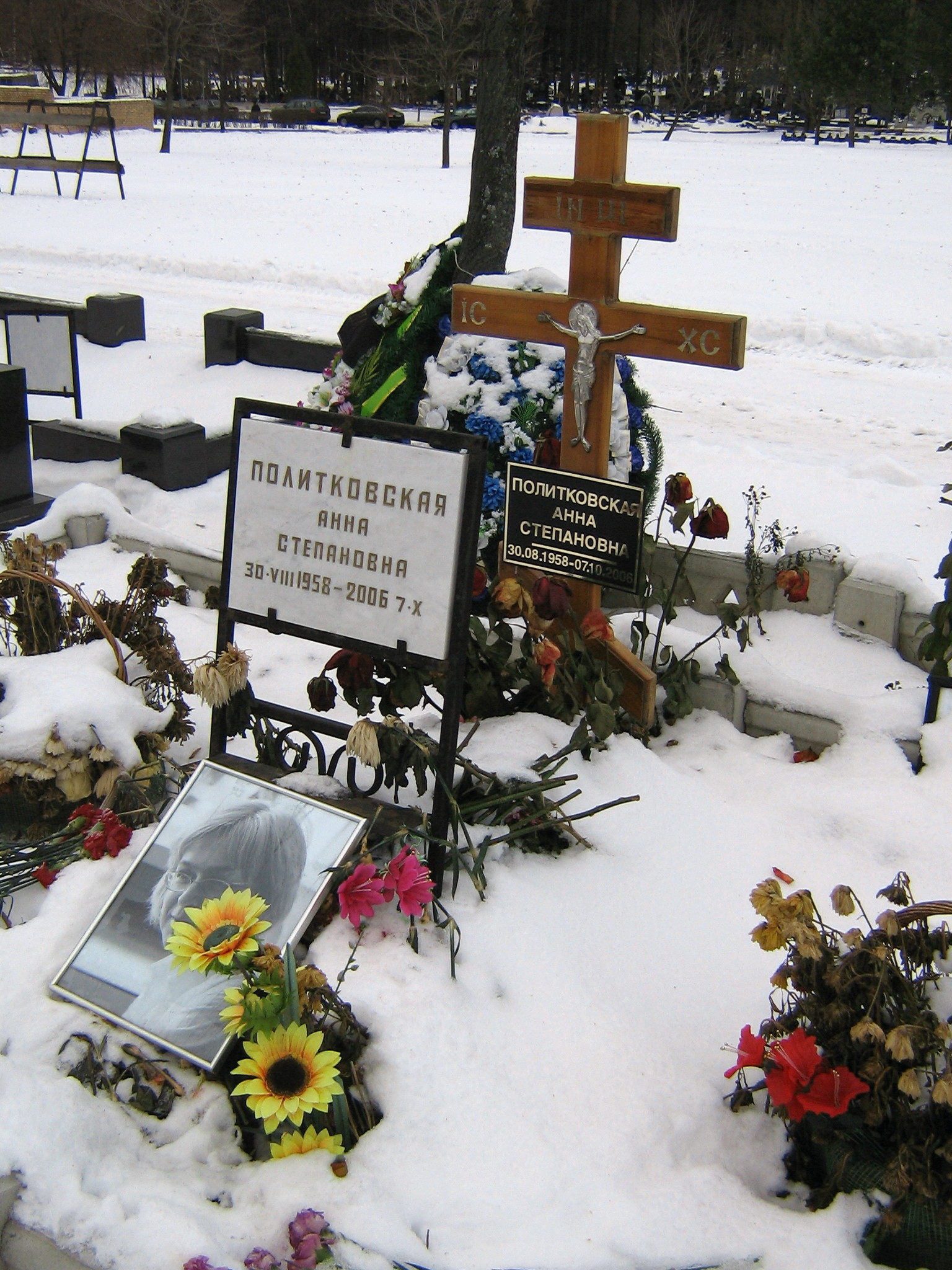
La sepoltura di Anna Politkovskaja

### Manifestazioni pubbliche
L'8 ottobre 2006, circa 500 persone hanno manifestato al centro di Mosca per protestare contro l'omicidio della Politkovskaja e contro le misure restrittive intraprese dal Governo russo nei confronti dei cittadini di origine georgiana in seguito alla crisi diplomatica fra Federazione Russa e Georgia. Radio Echo Moskvy ha definito la manifestazione come "la più ampia manifestazione di protesta dell'opposizione tenutasi negli ultimi tempi in Russia". Altre trecento persone hanno manifestato per lo stesso motivo a San Pietroburgo.
Il 9 ottobre, più di mille persone si sono riunite in una fiaccolata silenziosa davanti all'Ambasciata russa ad Helsinki (Finlandia). Il 10 ottobre, circa 2.000 dimostranti tedeschi hanno duramente contestato Putin (in visita a Dresda, in Germania), chiamandolo "assassino".

### Le reazioni ufficiali dei Governi esteri

#### Finlandia
La presidente finlandese Tarja Halonen si è detta "scioccata ed impressionata" dalla notizia dell'omicidio ed ha aggiunto:
Il Ministro degli Esteri finlandese Erkki Tuomioja ha dichiarato:

#### Francia
Il Presidente della Francia Jacques Chirac ha inviato il 10 ottobre 2006 una lettera ai due figli della Politkovskaja:

#### Georgia
Il Presidente della Georgia Mikhail Saakashvili ha affermato l'8 ottobre che:
Alcuni membri del parlamento georgiano, che conoscevano personalmente la giornalista, l'hanno descritta come "la coscienza del giornalismo russo" e danno la colpa della tragedia "alla generale condizione in cui versano i diritti umani in Russia".

#### Germania
In una conferenza stampa congiunta con il Presidente della Federazione Russa Vladimir Putin, la Cancelliera tedesca Angela Merkel ha espresso il suo shock per l'omicidio della Politkovskaja, assicurando che:

#### Regno Unito
Il Ministro per gli Affari Europei Geoff Hoon ha rilasciato la seguente dichiarazione:

#### Italia
Il 19 ottobre 2006, i deputati Marco Boato ed Angelo Bonelli depositano un'interrogazione urgente sull'assassinio della giornalista Anna Politkovskaja. Il 30 novembre 2006, il Vice-Ministro degli affari esteri Ugo Intini, in risposta all'interrogazione, rilascia la seguente dichiarazione:

#### Stati Uniti
Il Presidente degli Stati Uniti George W. Bush ha così commentato l'omicidio della Politkovskaja in un suo comunicato ufficiale:
Sean McCormack, portavoce del Dipartimento di Stato statunitense, ha rilasciato il seguente comunicato:

#### Svezia
Il Ministro degli Esteri svedese Carl Bildt ha dichiarato:

#### Ucraina
Il Presidente ucraino Viktor Juščenko ha dichiarato in una conferenza stampa:

#### Unione europea
Il Ministro degli Esteri finlandese Erkki Tuomioja, in rappresentanza della Presidenza semestrale finlandese dell'Unione Europea, ha dichiarato:
Il Presidente della Commissione europea José Manuel Barroso ha dichiarato in una intervista alla BBC:
L'europarlamentare Marco Pannella (Lista Emma Bonino) è intervenuto il 12 ottobre 2006 al Parlamento europeo proprio sul tema dell'uccisione di Anna Politkovskaja.

## Il processo
Le indagini sull'assassinio furono lacunose. Si conclusero dopo pochi mesi senza l'individuazione dei mandanti. Vennero incriminati due criminali comuni ceceni insieme con un funzionario dell'FSB. Il processo di primo grado si concluse il 19 febbraio 2009 con l'assoluzione dei tre imputati: dopo 12 ore di camera di consiglio, i 12 giurati di un tribunale moscovita hanno emesso sentenza di assoluzione, per insufficienza di prove, nei confronti degli imputati del delitto.
Il 25 giugno 2009 però la Corte Suprema russa ha annullato la sentenza, accogliendo il ricorso presentato dalla procura. In particolare, la Corte suprema federale ha annullato la sentenza di assoluzione per Sergej Chadžikurbanov, ex dirigente della polizia moscovita, accusato di essere l'organizzatore logistico del delitto, nonché per i due fratelli Džabrail e Ibragim Machmudov definiti come i presunti "pedinatori" della vittima e per il tenente-colonnello Pavel Rjaguzov, uomo dei servizi russi (FSB) al quale erano contestati reati minori, insieme allo stesso Chadžikurbanov, per avere fornito l'indirizzo della Politkovskaja al gruppo ceceno.
La stampa riportò anche il nome di un terzo fratello (Rustan Makhmudov) qualificandolo come ricercato all'estero per essere il presunto killer. Il vicedirettore della Novaja Gazeta, Sergej Sokolov, ha parlato anche di nuovi sospettati.
Su ricorso della madre, della sorella e dei figli della giornalista, la Corte europea dei diritti dell'uomo ha depositato il 17 luglio 2018 una sentenza di condanna di Mosca, per non aver condotto un’inchiesta efficace per determinare chi abbia commissionato l’omicidio.